# 多田仁綱
多田 仁綱（ただ のりつな）は、鎌倉時代前期の武士。大江親広の外祖父にあたる。

## 出自
大江氏の系図である『安中坊系譜』によれば摂津国多田郷吉川村の出身で、源満仲の弟・源満成の長男・左近将監満信の後胤であるという。

## 生涯
文治5年（1189年）、娘婿・大江広元が出羽国寒河江荘の地頭に任じられた際、広元の目代として寒河江に下向し同荘本楯、次いで吉川に居館を構えて統治にあたった。その後、承久の乱で京方に与して敗れた孫・親広が寒河江に落ち延びると、これを吉川の館に匿い保護したとされる。
嘉禄元年（1225年）、広元が死去すると、父の死を悼んだ親広は吉川の館内に阿弥陀堂を建立し広元の遺骨を源満仲の念持仏と共に祀ったとされ、仁綱も間もなく出家して正阿源宥と号し、この堂の別当を務めたという。
天福2年（1234年）、死去。
阿弥陀堂は仁治2年（1241年）に吉川館の鬼門とされる位置に移築され近世に至るまで存続したが維新後に解体となり、現在は跡地に親広と仁綱の墓が残る。